# Эфендиев, Аяз Адил оглы
Аяз Адил оглы Эфендиев (15 января 1938, Баку — 19 ноября 2007, Баку) — советский, азербайджанский химик; один из видных учёных в области химии высокомолекулярных соединений и химического катализа; доктор химических наук, профессор; действительный член Национальной академии наук Азербайджана (НАНА), заслуженный деятель науки (2005).

## Биография
Аяз Адиль оглы Эфендиев родился 15.1.1938 года в Баку в семье видного журналиста, переводчика и издателя Адиля Аладдин оглу Эфендиева. В 1954 году окончил престижную Бакинскую школу № 6, в 1959 — химико-технологический факультет Азербайджанского индустриального института с дипломом инженера-технолога.
С 1959 года работал младшим научным сотрудником в Институте нефтехимических процессов АН Азербайджана. В 1960 г. он поступил в аспирантуру Физико-химического Института имени Л. Я. Карпова в лабораторию академика В. А. Каргина в Москве, защитил там кандидатскую диссертацию. После защиты диссертации вернулся в Баку и вновь работал в Институте Нефтехимических Процессов имени акад. Ю. Г. Мамедалиева АН Азербайджана в должности младшего научного сотрудника.
С 1965 года работал в Институте теоретических проблем химической технологии АН Азербайджана (младший, старший научный сотрудник, руководитель отдела, с 1971 — заведующий лабораторией «Полимерных сорбентов и катализаторов»).
В 1974—1975 годы стажировался в университетах Великобритании: Абердинский университет, Империал колледж науки и технологии (Лондон), университеты Салфорда и Дарема, Кембриджский университет, Оксфордский университет, университеты Глазго, Ливерпуля, Манчестера, исследовательский отдел фирмы «Уоррен Спринг» (Лондон); читал лекции и вёл семинары в Абердинском университете.
В 1979 году в течение 6 месяцев стажировался в университетах США: Калифорнийский университет (Беркли), Вурстерский политехнический институт (Массачусетс), Делаварский университет (Ньюарк), Университет Милуоки (Висконсин), Университет Райса и Хьюстонский Университет (Техас), Калифорнийский технологический институт в Лос-Анджелесе.
С 1987 года являлся директором Института полимерных материалов АН Азербайджана и заведующим лабораторией Института теоретических проблем химической технологии им. М. Ф. Нагиева (ныне — Институт катализа и неорганической химии им. академика М. Ф. Нагиева НАНА).
Скончался 19 ноября 2007 года на 70-м году жизни.

## Научная деятельность
В 1982 году защитил докторскую диссертацию в Московском государственном университете им. М. В. Ломоносова. Профессор (1986).
В 2001 году был избран членом-корреспондентом НАНА; с 2001 — академик-секретарь отделения химических наук; в 2007 году был избран академиком НАНА.
Ученик выдающихся учёных Академика В. А. Каргина и Академика В. А. Кабанова, А. А. Эфендиев является признанным специалистом в области высокомолекулярных соединений. Им разработаны новые принципы получения и регулирования свойств комплексообразующих полимерных сорбентов и металлополимерных комплексных катализаторов путём задания оптимальных конформаций макромолекул, расположения функциональных групп в макромолекулярных цепях и трёхмерном полимерном каркасе. Установлена взаимосвязь между морфологической структурой полимеров и сорбционными свойствами сорбентов, получаемых на их основе. Показано, что предпосылкой высокой селективности сорбентов является гибкая глобулярная структура макромолекул, обладающая достаточным числом степеней свободы для создания стереосоответствия в расположении функциональных групп и ионов сорбируемого металла. Обнаружена новая стадия, которая может определять кинетику процессов сорбции металлов с участием полимерных сорбентов — скорость конформационной перестройки сегментов набухшего полимерного геля в выгодное для сорбируемого металла положение.
Особо следует выделить создание и практическое применение нового принципа получения комплексообразующих полимерных сорбентов и металлополимерных комплексных катализаторов, предусматривающего использование памяти полимерной композиции и заключающегося в предварительной настройке активных центров исходных полимеров на сорбируемые металлы или углеводородные субстраты с последующим закреплением заданных структур межмолекулярным сшиванием. С использованием этого принципа получены сорбенты и катализаторы нового поколения на основе полимеров с фосфорильными, карбоксильными, пиридиновыми, аминными и иминными функциональными группами. Эти сорбенты и катализаторы показали высокую эффективность в различных сорбционных процессах и каталитических реакциях окисления и гидрирования углеводородов.
Большой интерес представляют и работы по синтезу металлокомплексов, иммобилизованных в полимерных гелях с использованием каучуковой основы с привитыми цепями макролигандов — поливинилпиридина, полиметакриловой кислоты, полиметакриламида и др. Благодаря каучуковой основе такие катализаторы хорошо набухают в углеводородной среде, образуя гели, доступные для реагентов. Гельиммобилизованные комплексы по существу действуют как гомогенные катализаторы, поскольку скорость диффузии в сильно набухшем полимере сопоставима со скоростью диффузии в жидкостях. С другой стороны, они могут легко отделяться от реакционной среды и использоваться повторно, как гетерогенные катализаторы. Показано, что иммобилизация комплексов металла в полимерных гелях приводит к существенному повышению активности, селективности и стабильности катализаторов в реакции димеризации и содимеризации низших олефинов.
Следует также отметить и работы А. А. Эфендиева по модификации промышленных полимеров, созданию новых композиционных материалов, утилизации промышленных отходов и в области химической экологии. В 1994—1995 гг. А. А. Эфендиев и группа учёных под его руководством успешно завершила исследовательский проект, удостоенный гранта Международного научного фонда (фонда Сороса). В 1997—2001 гг. А. А. Эфендиев и группа учёных под его руководством успешно завершили совместный проект с учёными Университета г. Пиза (Италия), Королевского Института Технологии (г. Стокгольм, Швеция), Университета г. Бремен (Германия), Института Органического синтеза РАН и Уральской лесотехнической Академии (г. Екатеринбург, Российская Федерация) по гранту, выделенному Международным Фондом ИНТАС. Далее А. А. Эфендиев и группа учёных под его руководством работали ещё над одним совместным проектом с учёными Университетов г. Лунд (Швеция), г. Бохум (Германия), МГУ (Российская Федерация), Института Фармакологии РАН (Российская Федерация) и Тбилисского Государственного Университета (Грузия) по гранту выделенному Международным Фондом ИНТАС.
Профессор Эфендиев воспитал многих квалифицированных химиков, представителей созданной им славной школы, которые продолжают преумножать привнесённый им неоценимый вклад в фундаментальную науку — химию высокомолекулярных соединений. Под его руководством защищены 11 кандидатских и 1 докторская диссертация.
А. А. Эфендиев много раз достойно представлял нашу страну за рубежом. Он выезжал в научные командировки в Англию, Бельгию, Болгарию, Германию, Голландию, Грецию, Иран, Италию, КНР, США, Турцию, Францию, Чехословакию, Швецию, Японию, проводил там научные исследования, участвовал с пленарными докладами в работе международных конгрессов, конференций и симпозиумов, неоднократно избирался сопредседателем и членом международных организационных комитетов таких симпозиумов, читал лекции в университетах, научных центрах и фирмах, работал в Австрии и КНДР в качестве эксперта ООН. А. А. Эфендиев включён в издающийся в США справочник «Кто есть кто в мире» и в издающийся в Англии Международный биографический словарь

## Публикации
А. А. Эфендиев является автором свыше 400 научных трудов, включая 30 изобретений и 1 книгу. Труды А. А. Эфендиева хорошо известны научной общественности, они цитировались в ведущих международных журналах, публиковались в бывшем СССР, странах СНГ, Англии, Бельгии, Германии, Голландии, Иране, Ирландии, Италии, Канаде, КНР, Польше, Республике Корея, Румынии, США, Турции, Франции, Чехословакии, Японии. Результаты его исследований использованы в ряде учебников, учебных пособий, монографий, вошли в Энциклопедию полимеров. Его первый научный труд был опубликован в 1962 году, когда ему было всего 24 года, а последний вышел в 2008 году, когда учёного уже не было в живых.

## Членство в научных организациях
Деятельность А. А. Эфендиева высоко оценена научным сообществом. Он избирался членом Национального Комитета Советских Химиков, членом Научных Советов АН СССР по Высокомолекулярным соединениям, по Катализу и по Хроматографии, членом Научного Совета Государственного Комитета СССР по Науке и Технике по Мембранам.
А. А. Эфендиев являлся членом Комитета Экспертов ЮНЕСКО по Международным Программам в области фундаментальных наук, членом Американского Химического общества и действительным членом Нью-Йоркской Академии наук. А. А. Эфендиев был председателем научного совета по высокомолекулярным соединениям НАНА, член научного совета по высокомолекулярным соединениям Российской Академии Наук. Он являлся заместителем главного редактора Азербайджанского химического журнала, членом редколлегии журналов «Доклады НАНА» и «Азербайджанское нефтяное хозяйство», заместителем Председателя Диссертационного совета по присуждению учёной степени доктора наук при Институте Химических Проблем НАНА, председателем Государственной Экзаменационной Комиссии Азербайджанской Государственной Нефтяной Академии по специальности «Химическая технология высокомолекулярных соединений», членом ряда других научных советов и обществ.

## Награды
- орден «Знак Почёта»
- Почётная грамота Национальной академии наук Азербайджана
- Памятная медаль Средневосточного технического университета (Анкара)
- орден «Слава» (2004)
- Заслуженный деятель науки Азербайджана (2005)
- один из победителей общественно-массового опроса в рамках международного проекта «Азербайджанская интеллигенция XXI века».